# 五権駅
五権駅（ごけんえき）は台湾台中市南区にある台湾鉄路公司（台鉄）台中線の駅。台鉄捷運化計画の一環で高架駅として新設が決定され、2018年秋に開業。区間車のみが停車する。中興大学の副駅名が付されている。

## 歴史
- 2006年2月13日 - 行政院で当駅新設を含む「台中都会区鉄路高架捷運化計画（中国語版）」が承認される[5]。
- 2009年10月16日 - 高架化事業着工[6]。
- 2012年
  - 6月27日 - 入札[7]。
  - 7月22日 - 駅舎起工[8]。
- 2016年10月16日 - 台中線高架区間開通[9]。
- 2018年10月28日 - 開業[10][11][12]

## 駅構造
相対式ホーム2面2線の高架駅。パブリックアートとして近隣の国立台湾美術館の意匠が反映されたデザインが施される。

### 駅階層
| 地上 ？階                      |                                    |                                                                |
| 相対式ホーム、左側のドアが開く |                                    |                                                                |
| 1番線                          | →■台中線 彰化・大甲方面（大慶駅）→ |                                                                |
| 2番線                          | ←■台中線 台中・新竹方面（台中駅）  |                                                                |
| 相対式ホーム、左側のドアが開く |                                    |                                                                |
| 地上 一階                      | コンコース                         | 出入口、コンコース、自動券売機、改札口、エスカレーター、トイレ |

## 利用状況
2018年度は同時期に開業した台中市内新5駅の中では最も利用客数が多かった。
| 年   | 年間利用客数 | 年間利用客数 | 年間利用客数 | 年間利用客数 | 1日平均 | 1日平均 |
| 年   | 乗車         | 下車         | 乗降計       | 出典         | 乗車    | 乗降    |
| ---- | ------------ | ------------ | ------------ | ------------ | ------- | ------- |
| 2018 | 64,438       | 68,068       | 132,506      | [ 15 ]       | 991     | 2,039   |
| 2019 | 475,100      | 496,255      | 971,355      | [ 16 ]       | 1,302   | 2,661   |
| 2020 | 483,576      | 486,487      | 970,063      | [ 17 ]       | 1,321   | 2,650   |
| 2021 | 402,015      | 397,007      | 799,022      | [ 18 ]       | 1,101   | 2,189   |

## 駅周辺
- 建国北路/南路二段
- 復興路三段
- 五権路
- 中華郵政台中福平里郵局

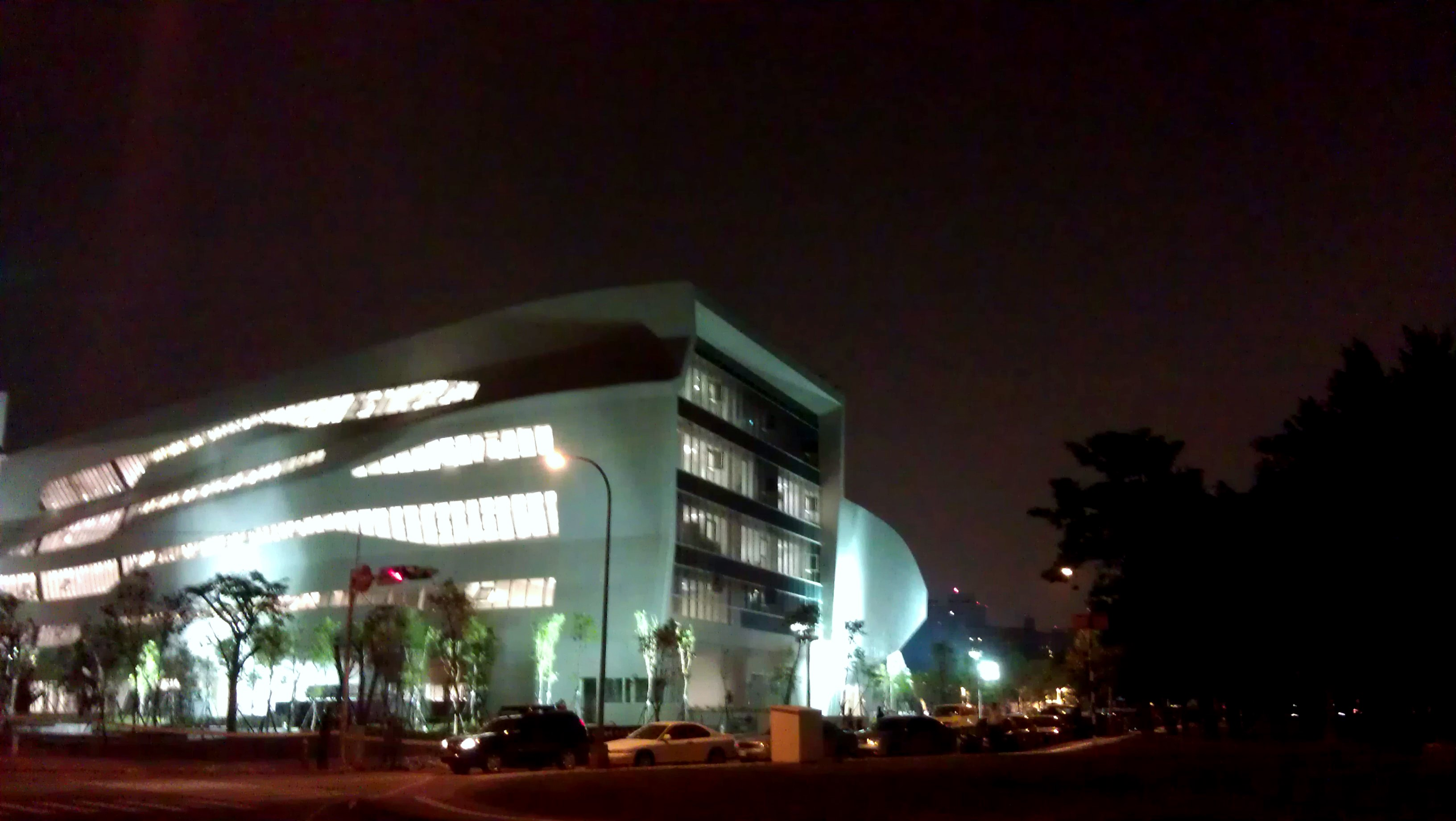
国立公共資訊図書館（中国語版）
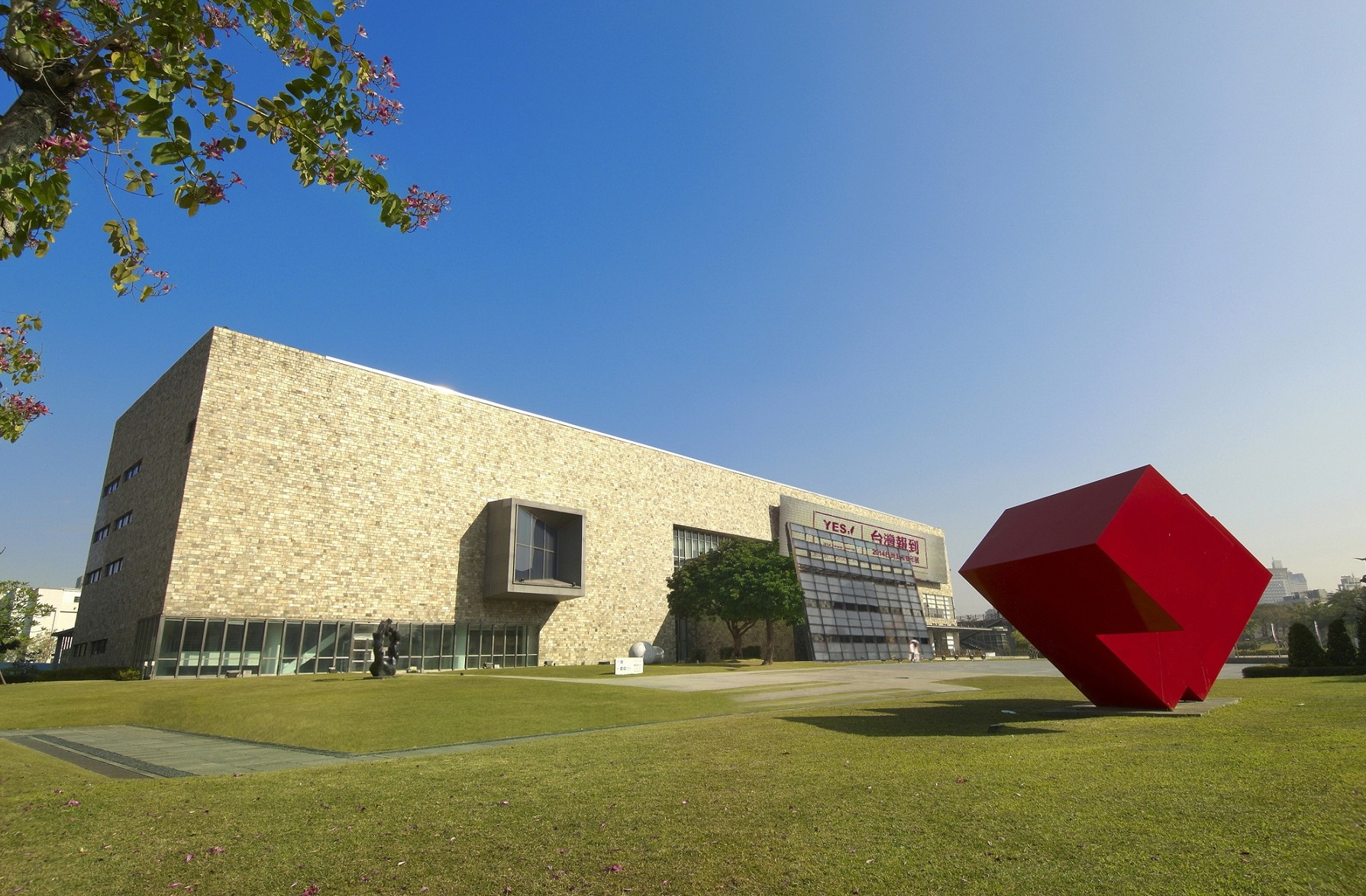
国立台湾美術館
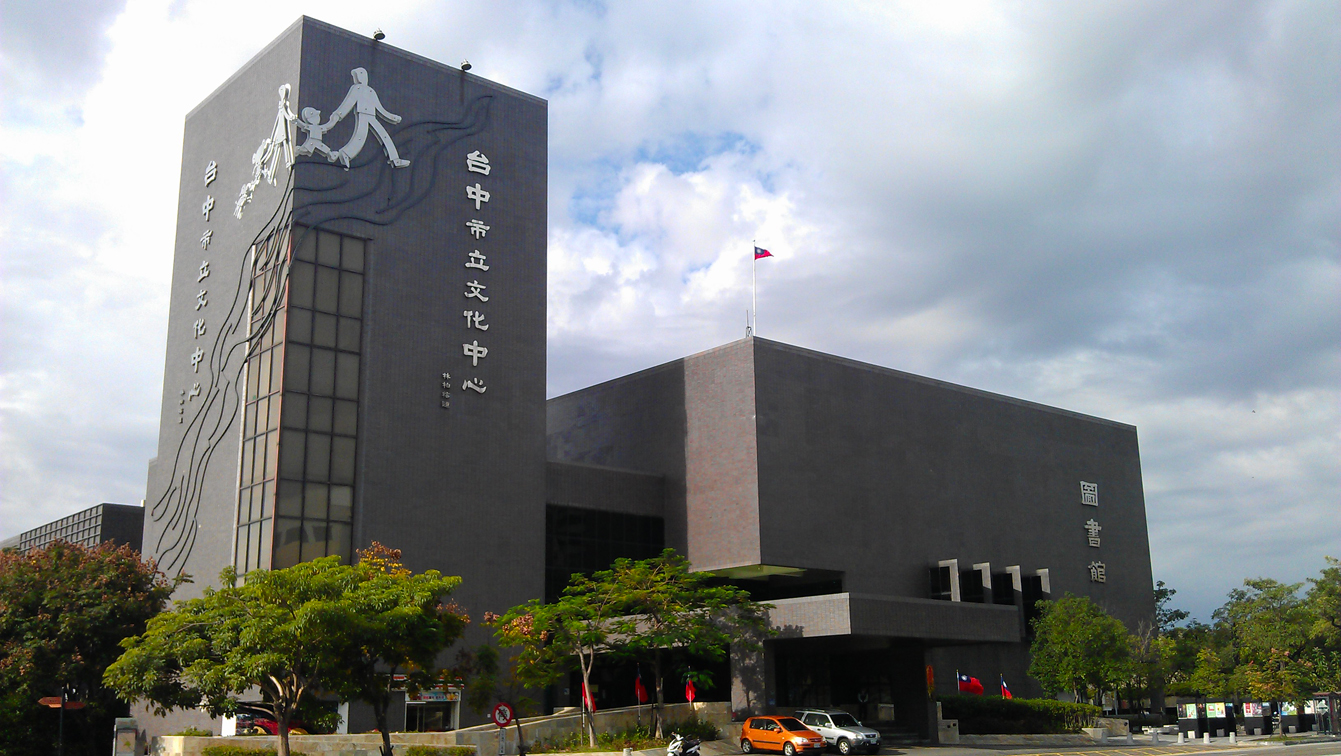
大墩文化中心（中国語版）
台湾高等法院台中分院（中国語版）
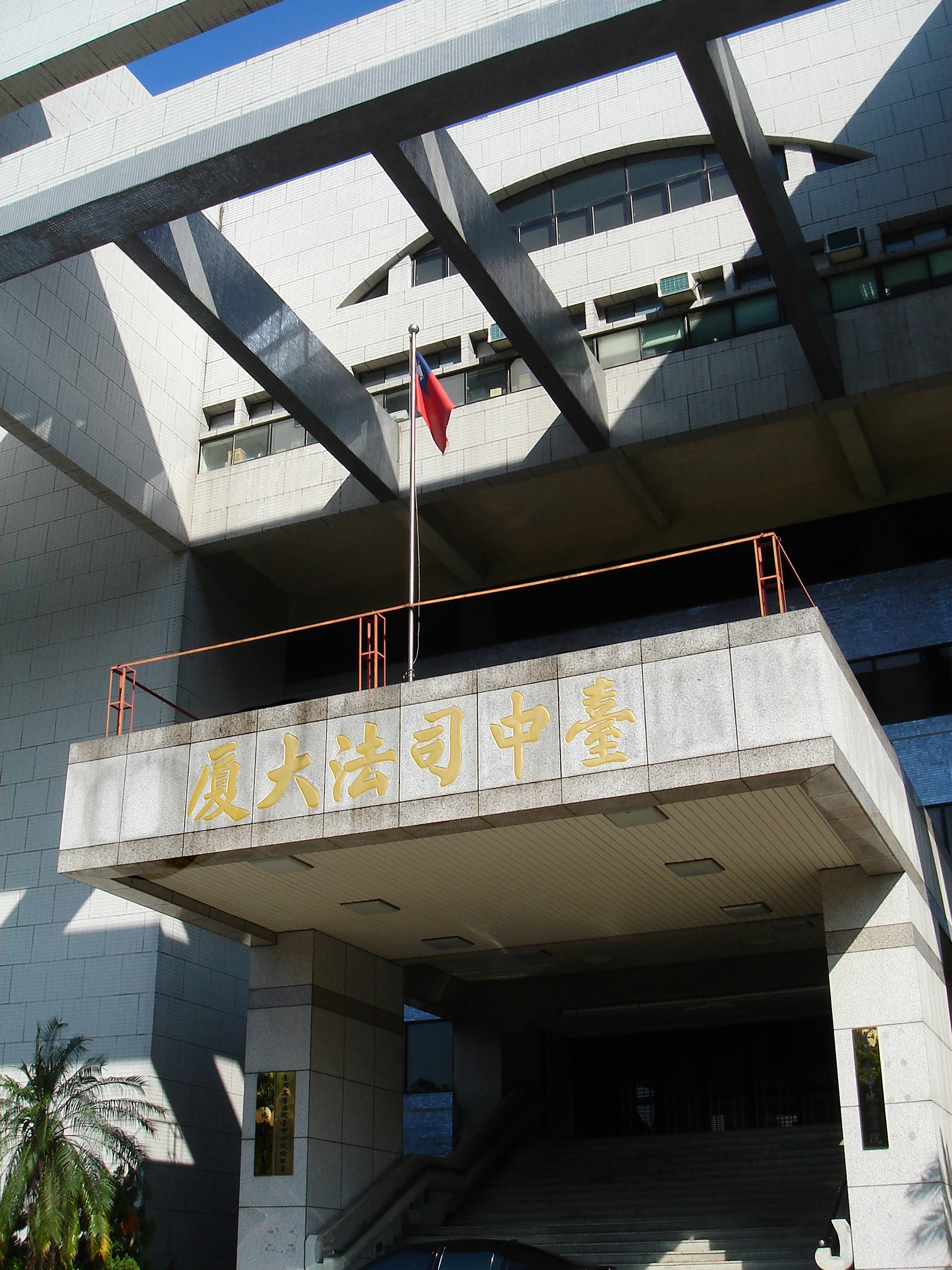
台湾台中地方法院（中国語版）
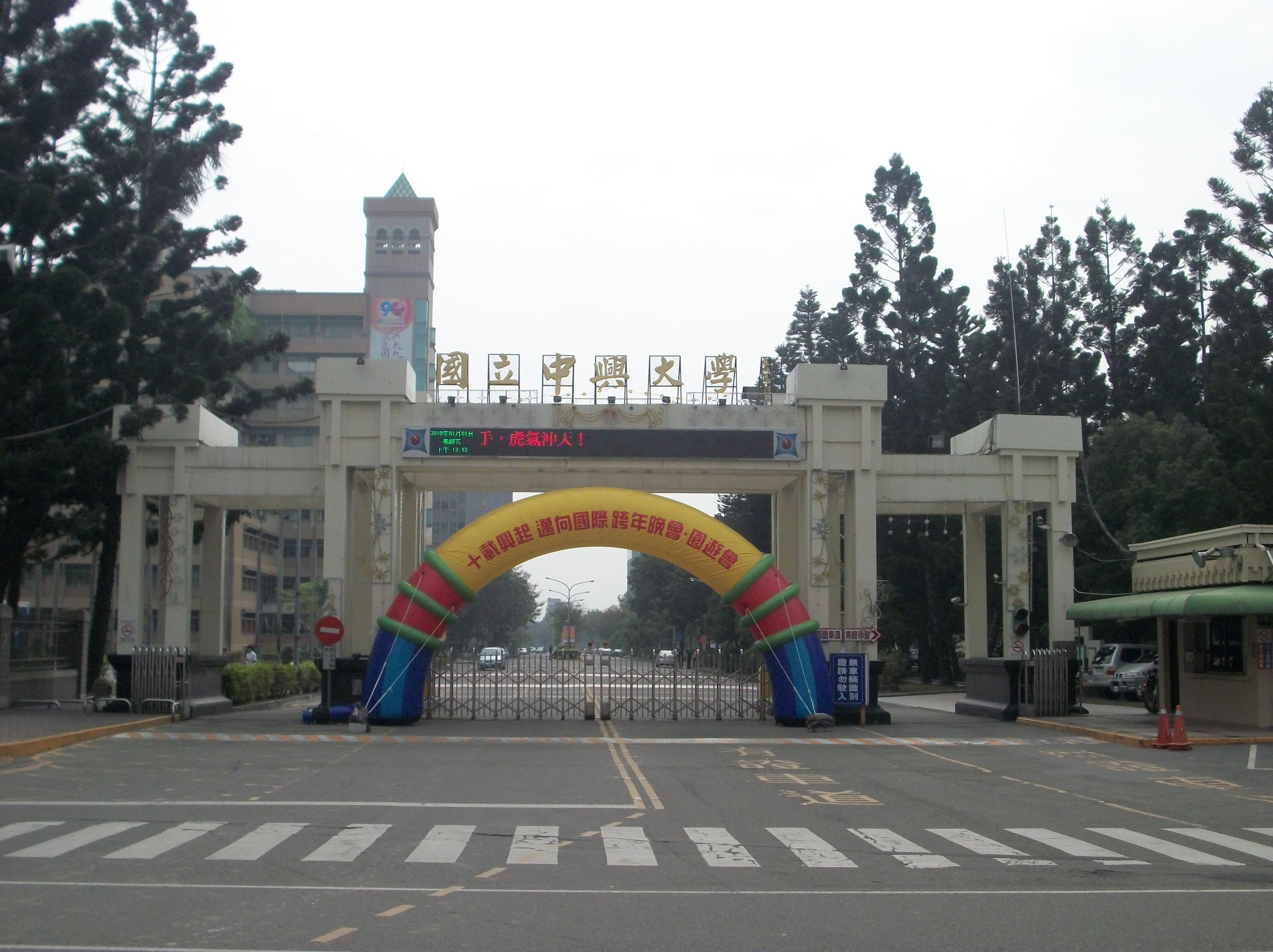
国立中興大学
- 法務部行政執行署（中国語版）台中分院
- 台中市立光明国民中学
- 台中市立四育国民中学
- 台中市立忠信国民中学
- 台中市立崇倫国民中学（中国語版）
- 台中市立向上国民中学（中国語版）
- 台中市立国光国民小学
- 台中市立信義国民小学
- 台中市立大勇国民小学
- 民興公園
- 文林公園

- 国立台中図書館新館
- 国立台湾美術館
- 大墩文化中心
- 高等法院台中分院
- 台中地方法院
- 中興大学

## バス
最寄りの停留所は「高等法院臺中分院」、「公館里[台灣好行]」、「民興公園」あるいは「民興公園(執行分署)」となる
台中市市区公車
| 系統 | 区間                      | 事業者   | 備考                                       |
| ---- | ------------------------- | -------- | ------------------------------------------ |
| 158  | 高鉄台中駅 - 朝陽科技大学 | 全航客運 | 民興公園（復路は民興公園(執行分署)に停車） |

公路客運
| 系統 | 区間     | 事業者                   | 備考                                             |
| ---- | -------- | ------------------------ | ------------------------------------------------ |
| 6883 | 員林客運 | 台中 - 高鉄台中駅 - 渓頭 | 台湾好行路線。公館里（台灣好行）、民興公園に停車 |

## 隣の駅
台湾鉄路
台中線（山線）
台中駅 - 五権駅 - 大慶駅